# Canal des moulins d'Imola

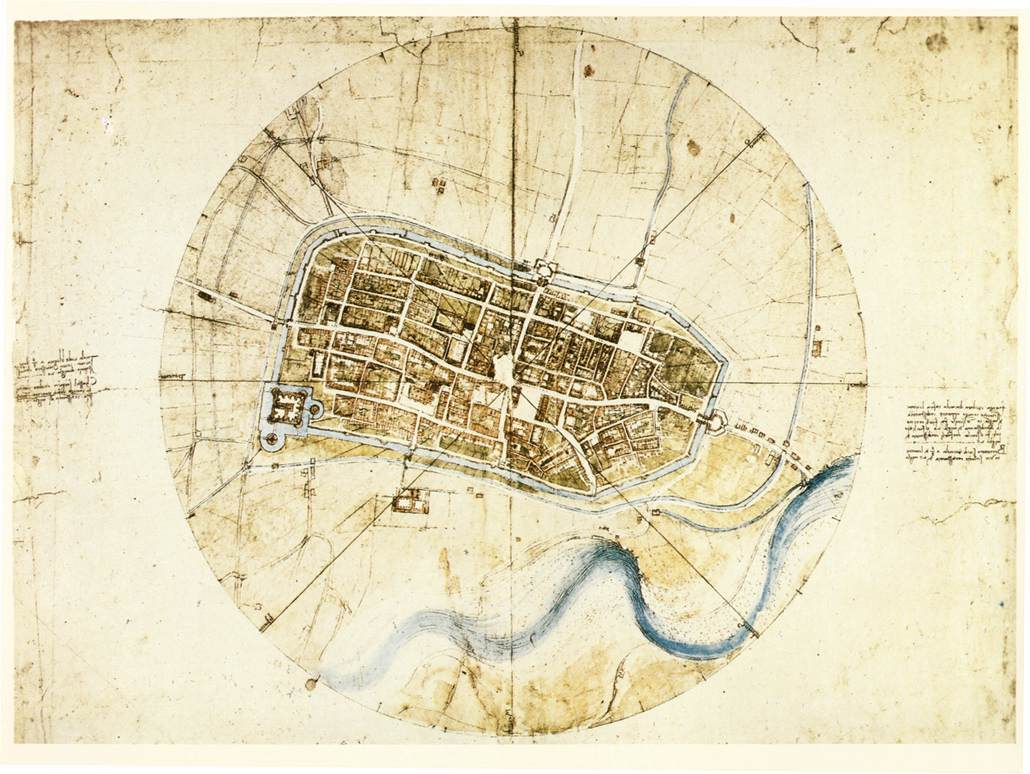
Plan d’Imola réalisé par Léonard de Vinci en 1502.

Le canal des moulins d'Imola est un ouvrage hydraulique long de 40 km qui traverse toute la plaine d’Imola, en direction sud-nord, jusqu’au fleuve Reno. 
Projeté au haut Moyen Âge par les bénédictins du monastère de Santa Maria in Regola, utilisant une partie d’un précédent canal romain, le canal artificiel court parallèlement au cours du fleuve Santerno traversant les cités de Bubano  de Mordano, Massa Lombarda, Conselice et le hameau de Lavezzola. 
Construit pour l’alimentation des moulins et l’irrigation des champs, le canal des moulins est l’ouvrage public le plus ancien sur le territoire d’Imola qui n’a cessé de fonctionner sans interruption pendant des siècles.

## Ingénierie

### Le barrage
Le canal des moulins prend l’eau du fleuve Santerno, à environ 6 km de la ville d’Imola.

L'œuvre est citée pour la première fois sur un acte notarial de 1258. Au Moyen Âge, l’eau du fleuve était convoyée dans le canal artificiel par des talus en pierre. En 1852, la première digue sur le fleuve fut construite mais, l’année suivante, fut emportée par une crue du fleuve. En 1860, fut construite une digue plus solide qui dura 90 années. Le barrage actuel, près du hameau de Codrignano, date de 1954.

### Le tracé
À son arrivée dans la cité, le canal se divise en deux bras qui encerclent la localité à l’extérieur des murs. Le canal urbain n’est pas totalement enterré et certains tronçons sont encore visibles. À peine hors de la cité, les deux bras se réunissent en un seul cours qui repart à ciel ouvert le long de la via provinciale Selice, qu’il suit parallèlement jusqu’à la hauteur de Bubano et bifurque vers le Nord. Après 4 km, arrive à Massa Lombarda où une partie de ses eaux est déviée vers l’Est pour, après quelques km, retourner dans le fleuve Santerno.
L'autre bras du canal depuis Massa Lombarda, poursuit vers le Nord et traverse successivement San Patrizio, le port de Conselice (RA) et Lavezzola, pour se jeter dans le Reno près du pont dit “della Bastia” (Bastia Zaniolo).
Aujourd’hui les eaux du canal n’arrivent plus qu’à Massa Lombarda pour l’alimentation d’un lavoir public et un second bras se détache avant l’arrivée dans la cité et retourne au Santerno.
Des plus de vingt moulins encore actifs à la fin des années 1900, il n’en reste qu’un seul en fonctionnement à Case Volta.

### Les moulins
1. Pila Cipolla (loc. Fabbrica)
2. Linaro (loc. Linaro)
3. Paroli (Via Paroli, Imola)
4. Illione[1]
5. Santa Cristina (le long des vieux murs)
6. Molinazzo[2](le long des vieux murs)
7. Mulino Nuovo (le long des vieux murs)
8. Molino Vecchio (le long des vieux murs)
9. Appio (le long des vieux murs)
10. Gualchiera (le long des vieux murs)[3]
11. Poiano (Imola, au-delà de la voie ferrée)
12. Sega (1,5 km de la cité)
13. Maglio (2 km de la cité)
14. Molino Rosso[4]
15. de' Prati (disparu aujourd’hui)
16. Volta (l'unique encore actif)
17. Faelli (loc. Chiavica, aujourd’hui disparu)
18. Bubano
19. Rossi (à Bubano)
20. Figna Antonio (à Bubano)
21. Massa (à Massa Lombarda)
22. San Patrizio : Le moulin de S.Patrizio construit vers la fin du XVe siècle, sur l’antique cours d’eau du système de bonification des terres alimenté par le canal des moulins, reliait Imola avec le port de Conselice. C’était un corps de bâtiment de deux étages qui enjambait le canal et qui conserve encore sa vieille machinerie[5],[6].
23. Piatesi (au centre historique de Conselice)
24. Bastia (près du point de confluence du canal dans le Reno, sans y apporter d’eau aujourd’hui.

## Histoire

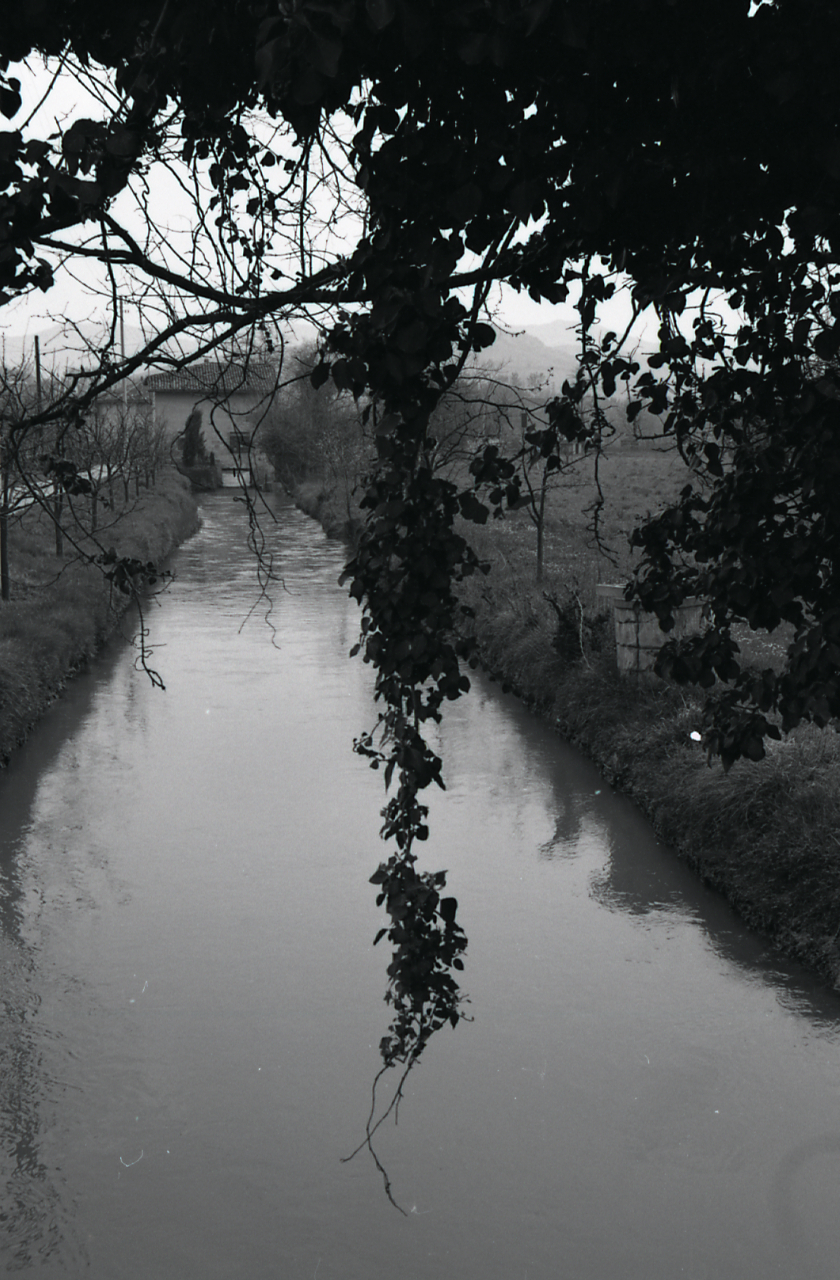
Photo par Paolo Monti, 1974

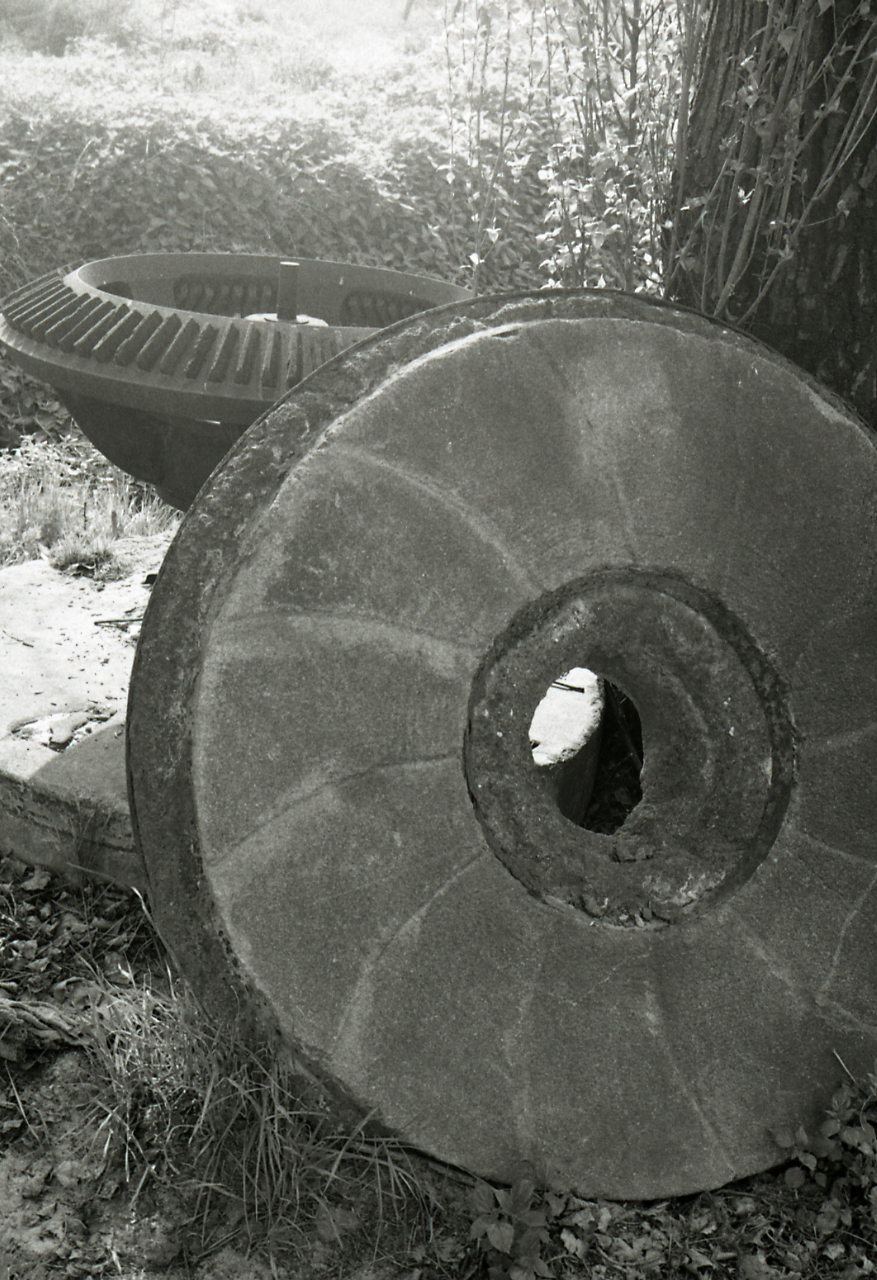
Parts du mulin, photo par Paolo Monti, 1974.

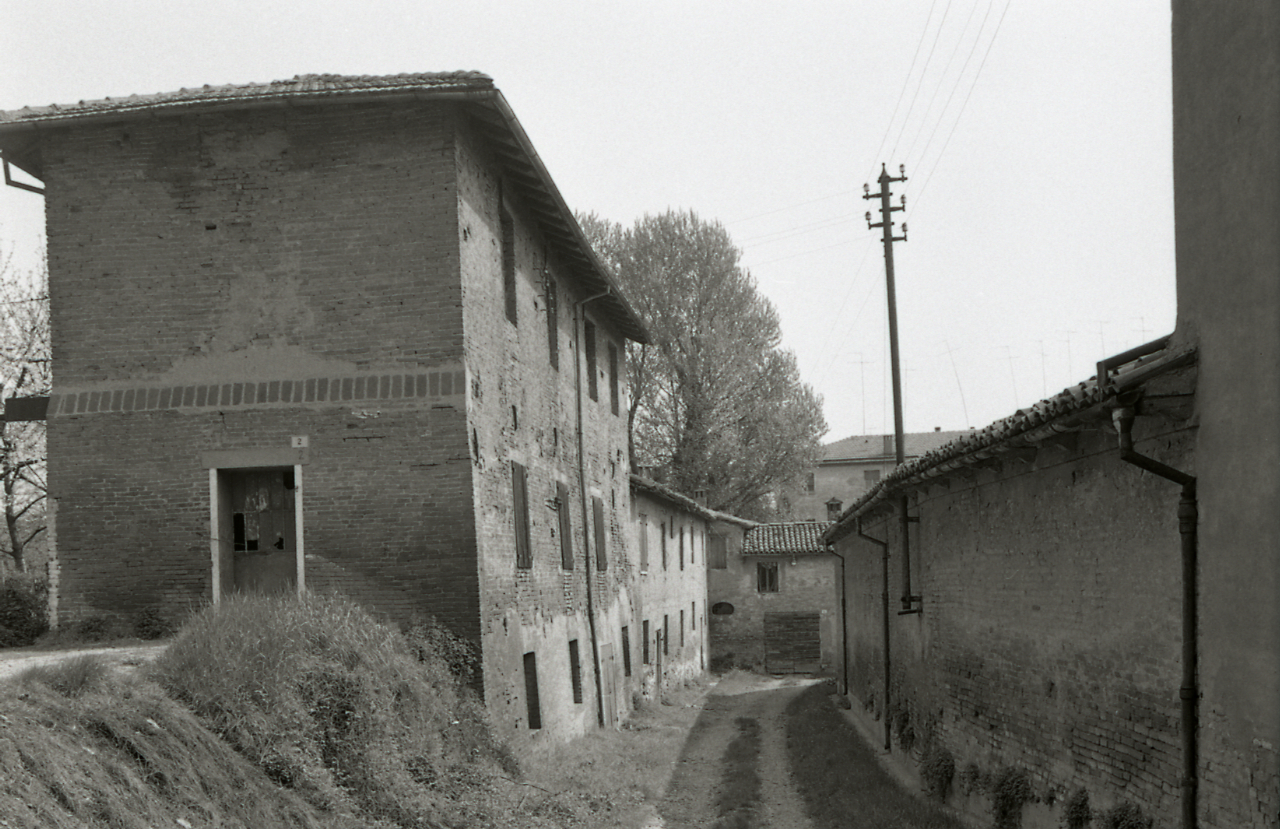
Photo par Paolo Monti, 1974.

Première phase – De l’Antiquité à la fin du XIIIe siècle
À l’époque romaine, le canal partait des murs au nord d’Imola, le Forum Cornelii, et sur environ 12 milles romains (environ 18 km),  suivait ou empruntait un des fossés creusés pour la centuration (aujourd’hui la via Selice) et se terminait dans un port construit sur les bords de la vaste zone lagunaire de la valle Padusa qui s’étendait jusque sur les remblais du Pô de Primaro.

À cette époque, avant de servir pour faire tourner des moulins, ce canal était utilisé comme voie d’eau navigable, entre Forum Cornelii et le port lagunaire de Conselice, pour le transport de marchandise sur des barges qui remontaient la lagune puis le Pô en direction soit de la mer, soit vers l’intérieur de la plaine du Pô (selon le même itinéraire que les navires qui empruntaient les canaux de Bologne).

Le canal servait également à alimenter les fossés qui faisaient le tour des murailles de la ville.
Second phase – de 1300 à aujourd’hui
Avec la construction du premier moulin, à la hauteur de Case Volta, fut réalisée la première dérivation vers l’Est, dans le but de réaliser deux nouveaux moulins en direction de Bubano.

Avec la venue des Este en Romagne (de 1440 à 1598) le parcours du canal changea et fut réalisé vers le Nord pour rejoindre les centres habités de la Romandiola : Massa Lombarda, San Patrizio et Conselice.

Dans les siècles qui suivirent, l’eau du canal a servi au développement de l’artisanat, dont les principaux usages furent :
- la mouture : plus de 20 moulins à grain furent bâtis le long de son cours;
- l’irrigation : la culture du territoire, dédiée au maraîchage, était irriguée avec l’eau du canal;
- le décorticage : des rizières étaient présentes à cette époque et les rizeries avaient besoin d’eau pour décortiquer le riz (enlèvement de l’écorce)[8];
- l’énergie hydraulique pour diverses manufactures : le premier établissement d’Imola de production de la céramique, Via Quaini, ainsi que briqueterie Gardelli, la plus ancienne, bénéficièrent de la prise d’eau pour le broyage de la matière;
- les lavoirs : pour le lavage du linge, soit public et privé, pour les hôpitaux et convents. Le plus important de tous (dit "sciacquatoio") se trouve via Saffi et figure même sur le plan de Léonard de Vinci;
- le rouissage du lin ou du chanvre;
- le rinçage et le nettoyage des immondices : les tanneries, les teintureries et l’abattoir public avaient des prises d’eau le long du canal pour leurs propres besoins.

Des deux anciens organismes de gestion (Imola et Massa Lombarda), en 1940, la rationalisation de l’eau mena à la fusion en un seul organisme, le "Consortium d’utilisation du Canal d’Imola et Massa Lombarda" (aujourd’hui Consortium d’utilisation du Canal des moulins).
Aujourd’hui, le canal alimente les bassins du hameau de Bubano (Mordano), où l’eau est utilisée pour alimenter le réseau industriel et les communes voisines et y être rendue potable. Les eaux sont également utilisées pour l’irrigation des terres d’Imola et de Massa Lombarda.

Dans le hameau de Codrignano, à côté du barrage de dérivation des eaux du Santerno dans le canal des moulins, se trouve une petite centrale hydroélectrique qui produit une énergie renouvelable.

## Note
1. ↑  Dit aussi «di Lone», nom dérivé de celui de la Porte d'Alone, la porte de la cité côté Bologne.
2. ↑  Toponyme qui indique un moulin à
3. ↑  Le long de la via Selice, artère citadine à grand trafic.
4. ↑  À la fin des années 1960, à la construction de l’autoroute A14, le moulin fut transformé en auberge, l'«Hotel Molino Rosso».
5. ↑  Lettre envoyée par la duchesse d’Este aux habitants de Conselice le 2 mars 1483 et sur l’expertise des possessions du duc Francesco Pico della Mirandola, imprimé à Rome en 1762.
6. ↑  Hors fonction mais son état de conservation le fait passer comme monument national.
7. ↑  Nom donné aujourd’hui au territoire de la Romagne d'Este qui faisait partie jusqu’à la fin du XVIe siècle du domaine de la maison d'Este
8. ↑  Voir riz étuvé, riz cargo

## Sources
- (it) Cet article est partiellement ou en totalité issu de l’article de Wikipédia en italien intitulé « Canale dei molini di Imola » (voir la liste des auteurs) le 29/11/2012.